# Европейский союз наук о Земле
Европейский союз наук о Земле (англ. European Geosciences Union, EGU) — некоммерческое междисциплинарное научное общество, объединяющее профессионалов в области наук о Земле, а также планетологии и смежных научных дисциплин.
Образовался 7 сентября 2002 года в результате слияния Европейского Геофизического общества (англ. European Geophysical Society, EGS) и Европейского союза наук о Земле (англ. European Union of Geosciences, EUG).

## Публикации
Под эгидой Европейского союза наук о Земле выходит целый ряд научных журналов и книжных серий, включая:
- Advances in Geosciences
- Annales Geophysicae
- Atmospheric Chemistry and Physics
- Biogeosciences
- Climate of the Past
- eEarth
- Geoscientific Model Development
- Hydrology and Earth System Sciences
- Natural Hazards and Earth System Sciences
- Nonlinear Processes in Geophysics
- Ocean Science
- The Cryosphere
- Stephan Mueller Special Publication Series.

## Присуждаемые награды
Европейский союз наук о Земле ежегодно присуждает ряд медалей и других наград за выдающиеся научные достижения в области наук о Земле, в том числе:
- Медаль Альфреда Вегенера — высшая награда
- Медаль Льюиса Фрая Ричардсона[1]